# Battlefield (série de jeux vidéo)
Pour les articles homonymes, voir Battlefield.
Battlefield (de l'anglais, signifiant littéralement « Champ de bataille ») est une série de jeux vidéo de tir à la première personne développée par DICE et éditée par Electronic Arts, qui a débuté par le jeu Battlefield 1942 en 2002. Le dernier volet de la série est Battlefield 2042, sorti le 19 novembre 2021.
La série met l'accent sur de grandes cartes et des véhicules de guerre, en plus du tir à la première personne traditionnel.

## Historique
La série débute avec Battlefield 1942, publié le 10 septembre 2002, et utilisant le moteur de jeu Refractor. Le joueur y est plongé dans des batailles de la Seconde Guerre mondiale, au travers d'une campagne solo ainsi que de batailles en multijoueur permettant à un maximum de 64 joueurs de s'affronter par équipes. Il introduit le mode « Conquête », dans lequel les joueurs se battent pour des points de contrôle, ou drapeaux, placés partout sur la carte. La série Battlefield se démarque dès ce premier volet par son système de tickets, le but d'une partie étant d'épuiser les tickets de l'équipe adverse, ainsi que par son utilisation de matériel de guerre dans son gameplay, notamment au travers de l'usage de véhicules. Deux packs d'extension ont été publiés, La Campagne d'Italie et Arsenal secret.
Battlefield Vietnam, sorti en 2004, prend place dans la guerre du Viêt Nam, et a été construit sur un moteur Refractor modifié avec de multiples améliorations de gameplay, notamment par l'ajout d'un nouveau type de véhicules: les hélicoptères.
En 2005 paraît Battlefield 2, qui se déroule à l'époque moderne dans le cadre d'une guerre fictive entre les États-Unis, la Chine, et l'entité fictive de la Coalition du Moyen-Orient (MEC). Malgré la nécessité de nombreux correctifs logiciels en raison d'un grand nombre de bugs et défauts présents dans le jeu dès sa sortie, il a été un franc succès commercial, vendu à plus de 2 250 000 exemplaires dans le monde, à partir de juillet 2006. Il a également reçu un large succès critique, avec un score global de 91 %. Un pack d'extension, Forces spéciales, et deux boosters, Forces blindées et Euro Force, ont également été publiés. Une seconde version du jeu intitulée Battlefield 2: Modern Combat a été commercialisée pour consoles, avec un mode solo amélioré, mais des fonctionnalités en ligne plus limitées.
Battlefield 2142 est sorti en 2006, avec pour cadre une ère glaciaire au XXIIe siècle. Bien qu'une grande partie du jeu soit graphiquement similaire à Battlefield 2, il introduit une variété d'éléments à débloquer et des batailles entre deux géants ou « Titans », dans un mode de jeu séparé. Son utilisation de publicité in-game a suscité la controverse parmi les joueurs. Bien que généralement salué par la critique, il a obtenu des scores inférieurs à ceux de ses prédécesseurs, recevant un score moyen de 80 % des critiques spécialisés. Un kit d'extension, Northern Strike, est publié le 8 mars 2007, et contient des cartes, des véhicules, et un nouveau mode de jeu.
Le jeu suivant, Battlefield: Bad Company, paraît en 2008. Le scénario du jeu retrace les escapades de la Compagnie Bravo du 222e Bataillon de l'U.S. Army, surnommée « Bad Company » en raison des casiers judiciaires de ses membres, et la recherche de l'or des mercenaires. Ce nouve de Battlefield comporte des armes plus modernes, un nouveau mode de jeu (« Ruée vers l'or »), ainsi que de nombreux véhicules terrestres, aériens et maritimes différents. Il bénéficiait également d'un système de destruction remarquablement réaliste qui permettait au joueur de casser, détruire ou créer de nouveaux environnements, grâce à un moteur de jeu de nouvelle génération nommé Frostbite.
En 2009, EA publie deux jeux disponibles en téléchargement uniquement:
- Battlefield Heroes, un jeu de tir à la troisième personne free-to-play utilisant le moteur Refractor 2, dont le modèle économique repose sur la publicité et les micro-transactions.
- Battlefield 1943, utilisant le moteur de jeu Frostbite, publié en juillet sur Xbox 360 et PlayStation 3. Il s'agit d'une version améliorée de Battlefield 1942 tournant sur ce nouveau moteur de jeu. Un portage du jeu sur PC est initialement prévu pour le 1er trimestre 2010, mais est finalement annulé[5].

En 2010, une suite directe de Battlefield: Bad Company, intitulée Battlefield: Bad Company 2, est publiée, suivant les recherches de la « Bad Company », enrôlée dans le Régiment des Opérations de Forces locales (branche fictive de la Special Activities Division de la CIA) pour retrouver une arme à IEM (appelée « Arme Noire » dans le jeu). Il contient un mode multijoueur amélioré, avec notamment des graphismes mis à jour et de nouveaux effets visuels. Il a également présenté un système de distribution de contenu « VIP »  où le joueur pouvait, grâce à des codes VIP, accéder en avance à de nouvelles cartes publiées périodiquement. DICE a également publié une extension pour Bad Company 2, Battlefield: Bad Company 2: Vietnam.
Battlefield 3 a été annoncé en 2009,. En 2010, il a été confirmé que les joueurs ayant pré-commandé Medal of Honor (2010) Édition limitée recevraient un accès à la bêta de Battlefield 3 48 heures avant la bêta ouverte. Le 4 février 2011, le premier teaser trailer pour le jeu a été publié, avec une version préliminaire à l'automne 2011. Parmi les fonctionnalités persistant dans le jeu figurent les jets et la capacité d'aller à terre. Le jeu permet tout de même 64 joueurs (sur PC) comme dans tous les titres Battlefield précédents, bien que les consoles se limitent à 24 joueurs. La bêta de Battlefield 3 a été publiée le 29 septembre 2011. Battlefield 3 est sorti le 25 octobre 2011 et a reçu presque l'unanimité de scores élevés et a reçu des prix de l'IGN.
Le 5 novembre 2010, EASY Studios a annoncé un suivi de Battlefield Heroes free-to-play, Battlefield Play4Free. EASY développe les variantes free-to-play de Battlefield. Sa dernière offre donne aux joueurs la même structure de prix free-to-play of Heroes, tout en offrant plus de sérieux, l'expérience Battlefield de base (par opposition à des héros gai, dessin animé de style environnement). Battlefield Play4Free est entré en bêta ouverte le 4 avril 2011.
Le 17 juillet 2012, EA a enregistré une publicité sur leur site web qui a annoncé que les joueurs ayant pré-commandé Medal of Honor: Warfighter, recevraient un accès exclusif à la bêta de Battlefield 4. Quelques mois plus tard, EA annonce que les membres Premium de Battlefield 3 et ceux ayant pré-commandé l'Édition Digitale Deluxe du jeu sur Origin, auront, comme ceux de Medal of Honor, un accès en avance à la bêta ouverte du jeu (1er octobre au lieu du 4 octobre).
Le 28 mai 2014, soit 7 mois après la sortie de Battlefield 4, Battlefield Hardline est divulgué au grand public dans une vidéo interne diffusée sur internet. Cette dernière indique les nouveaux modes de jeu ainsi que le nouveau contexte : une unité des forces spéciales de la police tentant de déjouer les plans de braqueurs de banques. Cette annonce est par la suite confirmée par le studio responsable de cet épisode, Visceral Games.
En novembre 2016, Patrick Bach, general manager de DICE et personnalité clé ayant occupé divers postes depuis la création de l'entreprise en 1992, et notamment celui de producteur principal de la franchise Battlefield, annonce qu'il quitte ses fonctions.

## Liste des jeux

### Série principale
| Titre + Extensions | Date de sortie    | Développeur                                                  | Plateformes                                                      | Ventes         |
| --- | ----------------- | ------------------------------------------------------------ | ---------------------------------------------------------------- | -------------- |
| Battlefield 1942 - La Campagne d'Italie - Arsenal secret                                                                                                  | 20 septembre 2002 | DICE                                                         | Windows / Mac OS                                                 | 2,47 millions  |
| Battlefield Vietnam | 19 mars 2004      | DICE                                                         | Windows                                                          | 1,36 million   |
| Battlefield 2 - Forces spéciales - Euro Force - Battlefield 2 : Forces blindées                                                                           | 24 juin 2005      | DICE                                                         | Windows                                                          | 11 millions    |
| Battlefield 2142 - Northern Strike | 20 octobre 2006   | DICE                                                         | Windows / Mac OS X                                               | 0,03 million   |
| Battlefield 3 - Back to Karkand - Close Quarters - Armored Kill - Aftermath - End Game                                                                    | 27 octobre 2011   | DICE                                                         | PlayStation 3 / Xbox 360 / Windows                               | 17,37 millions |
| Battlefield 4 - China Rising - Second Assault - Naval Strike - Dragon's Teeth - Final Stand - Night Operations - Community Operations - Legacy Operations | 29 octobre 2013   | DICE                                                         | PlayStation 3 / Xbox 360 / Windows / PlayStation 4 / Xbox One    | 14,59 millions |
| Battlefield 1 - They Shall Not Pass - In The Name of the Tsar - Turning Tides - Apocalypse                                                                | 21 octobre 2016   | DICE                                                         | Windows / PlayStation 4 / Xbox One                               | 13,14 millions |
| Battlefield V - Ouverture - Coups de foudre - Baptême du feu - Envers et contre tous - Guerre du Pacifique - Dans la jungle                               | 20 novembre 2018  | DICE                                                         | Windows / PlayStation 4 / Xbox One                               | 7,3 millions   |
| Battlefield 2042 | 19 novembre 2021  | DICE                                                         | Windows / Playstation 4 / Playstation 5 / Xbox One / Xbox Series | —              |
| Battlefield 6 | 10 octobre 2025   | DICE, Ripple Effect Studios, Criterion Games, Motive Studios |                                                                  |                |

### Spin-offs
| Titre + Extensions                                                      | Date de sortie   | Développeur    | Plateformes                                                   | Ventes        |
| ----------------------------------------------------------------------- | ---------------- | -------------- | ------------------------------------------------------------- | ------------- |
| Battlefield 2: Modern Combat                                            | 17 novembre 2005 | DICE           | PlayStation 2 / Xbox / Xbox 360                               | 1,44 million  |
| Battlefield: Bad Company                                                | 26 juin 2008     | DICE           | Xbox 360 / PlayStation 3                                      | 2,81 millions |
| Battlefield Heroes                                                      | 25 juin 2009     | DICE           | Windows                                                       | —             |
| Battlefield 1943                                                        | 8 juillet 2009   | DICE           | PlayStation 3 / Xbox 360                                      | —             |
| Battlefield: Bad Company 2 - Viêt Nam                                   | 5 mars 2010      | DICE           | PlayStation 3 / Xbox 360 / Windows                            | 7,17 millions |
| Battlefield Online                                                      | 25 mars 2010     | Neowiz Games   | Windows                                                       | —             |
| Battlefield Play4Free                                                   | 4 avril 2011     | Easy Studios   | Windows                                                       | —             |
| Battlefield Hardline - Criminal Activity - Robbery - Getaway - Betrayal | 19 mars 2015     | Visceral Games | PlayStation 3 / Xbox 360 / Windows / PlayStation 4 / Xbox One | 4,23 millions |